# Воля-Книшинська
Воля-Книшинська (пол. Wola Knyszyńska) — село в Польщі, у гміні Дзялошиці Піньчовського повіту Свентокшиського воєводства.
Населення — 166 осіб (2011).
У 1975-1998 роках село належало до Келецького воєводства.

## Демографія
Демографічна структура на день 31 березня 2011 року:
|          | Загалом | Допрацездатний вік | Працездатний вік | Постпрацездатний вік |
| -------- | ------- | ------------------ | ---------------- | -------------------- |
| Чоловіки | 78      | 17                 | 51               | 10                   |
| Жінки    | 88      | 18                 | 48               | 22                   |
| Разом    | 166     | 35                 | 99               | 32                   |